# Resolutie 1925 Veiligheidsraad Verenigde Naties
Resolutie 1925 van de Veiligheidsraad van de Verenigde Naties werd op 28 mei 2010 met unanimiteit van stemmen aangenomen door de VN-Veiligheidsraad. Ze verlengde het mandaat van de MONUC-vredesmacht in Congo-Kinshasa met een maand, om de macht vanaf dan te hernoemen tot MONUSCO.

## Achtergrond
In 1994 braken in de Democratische Republiek Congo etnische onlusten uit die onder meer werden veroorzaakt door de vluchtelingenstroom uit de buurlanden Rwanda en Burundi. In 1997 beëindigden rebellen de lange dictatuur van Mobutu en werd Kabila de nieuwe president. In 1998 escaleerde de burgeroorlog toen andere rebellen Kabila probeerden te verjagen. Zij zagen zich gesteund door Rwanda en Oeganda. Toen hij in 2001 omkwam bij een mislukte staatsgreep werd hij opgevolgd door zijn zoon. Onder buitenlandse druk werd afgesproken verkiezingen te houden die plaatsvonden in 2006 en gewonnen werden door Kabila. Intussen zijn nog steeds rebellen actief in het oosten van Congo en blijft de situatie er gespannen.

## Inhoud

### Waarnemingen
De Congolese natie werd zelf verantwoordelijk geacht voor de veiligheid binnen haar grondgebied en de bescherming van haar bevolking. Vooral in de oostelijke provincies was die veiligheid in het gedrang. Nogmaals werd de illegale handel in bodemrijkdommen aangehaald als belangrijke factor in de conflicten in het Grote Merengebied. Verder bleven er ook veel zorgen rijzen rond de mensenrechten in dat gebied; en aanvallen op de bevolking, seksueel geweld en de inzet kindsoldaten werden veroordeeld, alsook aanvallen op VN- en hulppersoneel. Intussen was Congo een nieuwe fase in het vredesproces ingegaan.

### Handelingen
Het mandaat van de MONUC-vredesmacht in Congo werd verlengd tot 30 juni 2010. Er werd ook besloten de missie met ingang van 1 juli te hernoemen tot MONUSCO ("stabilisatiemissie"), naar aanleiding van de nieuwe fase in het vredesproces. MONUSCO kreeg een mandaat tot 30 juli 2011 en zou bestaan uit 19.815 militairen, 760 militaire waarnemers, 391 politiepersoneel en 1050 agenten. 2000 Blauwhelmen mochten worden teruggetrokken van regio's waar de veiligheid niet in het gedrang was. Er mocht ook een reservemacht worden aangehouden om overal in het land snel in te zetten.
MONUSCO kreeg volgende doelstellingen mee:
i. De militaire operaties in de Kivu- en oostelijke provincies om gewapende groepen de kop in te drukken en de stabiliteit te herstellen afronden,
ii. De capaciteit van de autoriteiten om de bevolking te beschermen optrekken,
iii. Het staatsgezag doorheen heel het land bewerkstelligen.

## Verwante resoluties
- Resolutie 1896 Veiligheidsraad Verenigde Naties (2009)
- Resolutie 1906 Veiligheidsraad Verenigde Naties (2009)
- Resolutie 1952 Veiligheidsraad Verenigde Naties
- Resolutie 1991 Veiligheidsraad Verenigde Naties (2011)

Lijst ·  1908 ·  1909 ·  1910 ·  1911 ·  1912 ·  1913 ·  1914 ·  1915 ·  1916 ·  1917 ·  1918 ·  1919 ·  1920 ·  1921 ·  1922 ·  1923 ·  1924 ·  1925 ·  1926 ·  1927 ·  1928 ·  1929 ·  1930 ·  1931 ·  1932 ·  1933 ·  1934 ·  1935 ·  1936 ·  1937 ·  1938 ·  1939 ·  1940 ·  1941 ·  1942 ·  1943 ·  1944 ·  1945 ·  1946 ·  1947 ·  1948 ·  1949 ·  1950 ·  1951 ·  1952 ·  1953 ·  1954 ·  1955 ·  1956 ·  1957 ·  1958 ·  1959 ·  1960 ·  1961 ·  1962 ·  1963 ·  1964 ·  1965 ·  1966